# Leszek Kasprzak
Leszek Wojciech Kasprzak (ur. 1955 w Lesznie) – polski geolog, profesor Uniwersytetu im. Adama Mickiewicza w Poznaniu.

## Życiorys
W latach 1974–1978 studiował geografię na Uniwersytecie im. Adama Mickiewicza w Poznaniu (Wydział Biologii i Nauk o Ziemi). Pracę magisterską, zatytułowaną Próba facjalnego rozdzielenia glin morenowych serii glacjalnej w Starym Kurowie, napisał pod kierunkiem prof. Stefana Kozarskiego. Doktoryzował się w 1987, a habilitował w 2004 (rozprawa Model sedymentacji lądolodu vistuliańskiego na Nizinie Wielkopolskiej). Od 2005 jest profesorem nadzwyczajnym. W latach 2012–2016 był dziekanem Wydziału Nauk Geograficznych i Geologicznych UAM.

## Zainteresowania
Główne tematy naukowe, którymi się interesuje to:
- badania geomorfologiczne Wielkopolski,
- badania geomorfologiczne Spitsbergenu,
- modelowanie parametrów fizycznych lądolodu i zmarzliny podczas ostatniego zlodowacenia[2].

Jest autorem ponad 150 prac naukowych.